# میکروب‌کش
میکروب‌کش (انگلیسی: Microbicide) به هر گونه زیست‌کش گفته می‌شود که عفونت‌های میکروبی شامل عفونت‌های ویروسی و باکتریایی را از بین می‌برد.
زیست‌کش یک ماده شیمیایی یا میکروارگانیسم است که می‌تواند هر گونه ارگانیسم مضر را با استفاده از روش‌های شیمیایی یا بیولوژیکی از بین برده، خنثی یا کنترل‌کند.
میکروب کش‌هایی که تنها ویژهٔ نابود کردن ویروس‌ها هستند شامل داروهای ضد ویروسی (به انگلیسی: Antiviral drug) و ویروس‌کشها (به انگلیسی: Virucide) می‌باشند.